# Jámbor Béla
Jámbor Béla (Sopron, 1917. január 13. – Budapest, 1971. január 30.) – biokémikus, növényfiziológus, egyetemi tanár, a biológiai tudományok doktora (1958).

## Életrajza
1940-ben a budapesti műszaki egyetem vegyészmérnöki karán szerzett oklevelet, majd 1941-ben közgazdasági mérnöki, 1947-ben gazdasági szaktanári oklevelet is szerzett, 1946-ban pedig közgazdaságtudományi, 1949-ben műszaki egyetemi doktorátust nyert.
1948-ig az Országos Chemiai Intézet vitamin-, majd paprikaosztályán volt vegyész, illetve osztályvezető. 1949–1950-ben az Agrokémiai Kutató Intézet biokémiai osztályán, majd 1951–1952-ben az MTA Elektronmikroszkóp Laboratóriumában lett tudományos kutató.
1952–1964-ben az ELTE növényélettani tanszékén docens, 1955–1956-ban tanszékvezető, 1964-től haláláig egyetemi tanár volt.

## Munkássága
Vitaminkutatással, a növényi nitrogén-anyagcsere vizsgálatával, a citosztatikus anyagok szerkezeti átalakulásával foglalkozott. Polarográfiás módszereket vezetett be és fejlesztett tovább. Főleg a tetrazóliumsók hatását és biológiai felhasználási lehetőségeiket kutatta.
Számos közleménye jelent meg a hazai és külföldi szaklapokban.

## Főbb munkái
- Polarográfia (Budapest, 1953)
- Tetrazoliumsalze in der Biologie (Jena, 1960)